# Лоцманское плавание
Лоцманское плавание — плавание по визуальным ориентирам, огням и знакам морской (речной) обстановки и местным признакам.
Характерно для плавания вблизи берегов. В отличие от плавания по счислению, астрономическим обсервациям или радионавигации, возможно только при наличии ориентиров. Требует хорошего знакомства с районом плавания и опыта прибрежной навигации.
Лоцманское плавание выполняет любой судоводитель, но в сложных районах, или там где требуется по закону (например, закону порта), для помощи нанимают специалиста — лоцмана. В этом случае оно называется лоцманской проводкой. Наличие на борту лоцмана не снимает ответственности за управление судном (кораблем) и безопасность плавания с капитана.